# Levantamento de peso nos Jogos Pan-Americanos de 2007 - Até 77 kg masculino
A categoria até 77 kg masculino do levantamento de peso nos Jogos Pan-Americanos de 2007 foi disputada no Pavilhão 2 do Complexo Esportivo Riocentro em 16 de julho com dez halterofilistas de oito Comitês Olímpicos Nacionais (CON).
O cubano Iván Cambar conquistou a medalha de ouro ao levantar um total de 350 kg e estabelecendo o recorde pan-americano da categoria no arranque com 156 kg. Os venezuelanos José Ocando e Octavio Mejía completaram o pódio ao finalizar com 337 kg e 336 kg, respectivamente.

## Medalhistas
| Ouro   | CUB Iván Cambar   |
| Prata  | VEN José Ocando   |
| Bronze | VEN Octavio Mejía |

## Resultados
| Pos.              | Atleta                 | Grupo | Peso  | Arranque (kg) | Arranque (kg) | Arranque (kg) | Arranque (kg) | Arremesso (kg) | Arremesso (kg) | Arremesso (kg) | Arremesso (kg) | Total (kg) |
| Pos.              | Atleta                 | Grupo | Peso  | 1             | 2             | 3             | Result.       | 1              | 2              | 3              | Result.        | Total (kg) |
| ----------------- | ---------------------- | ----- | ----- | ------------- | ------------- | ------------- | ------------- | -------------- | -------------- | -------------- | -------------- | ---------- |
| Medalha de ouro   | CUB Iván Cambar        | A     | 76,65 | 150           | 156           | 161           | 156           | 185            | 190            | 194            | 194            | 350        |
| Medalha de prata  | VEN José Ocando        | A     | 76,85 | 140           | 145           | 148           | 145           | 184            | 190            | 192            | 192            | 337        |
| Medalha de bronze | VEN Octavio Mejía      | A     | 76,15 | 147           | 147           | 151           | 151           | 181            | 185            | 188            | 185            | 336        |
| 4                 | COL Carlos Andica      | A     | 76,55 | 148           | 151           | 151           | 151           | 183            | 186            | 187            | 183            | 334        |
| 5                 | USA Chad Vaughn        | A     | 76,85 | 141           | 145           | 148           | 145           | 182            | 184            | 187            | 187            | 332        |
| 6                 | USA Matt Bruce         | A     | 76,85 | 140           | 145           | 148           | 148           | 175            | 180            | 185            | 180            | 328        |
| 7                 | ECU Julio Idrovo       | A     | 76,25 | 154           | 157           | 157           | 154           | 170            | 175            | 175            | 170            | 324        |
| 8                 | MEX Esteban Radilla    | A     | 76,40 | 130           | 135           | 137           | 135           | 165            | 170            | 173            | 170            | 305        |
| 9                 | PAN Víctor Víquez      | A     | 76,25 | 130           | 135           | 135           | 130           | 170            | 175            | 175            | 170            | 300        |
| 10                | URU Mauricio de Marino | A     | 75,10 | 114           | 118           | 118           | 114           | 143            | 148            | 148            | 143            | 257        |

Legenda
| Recorde mundial                  | Recorde mundial (World record)               |                       | Recorde africano                      | Recorde africano (African) |                                           | Q | Classificado por posição (Qualified) |
| Recorde dos Jogos Pan-Americanos | Recorde pan-americano (Pan-American record)  | Recorde da América    | Recorde da América (Americas)         | q                          | Classificado por melhor tempo (Qualified) |   |                                      |
| Melhor marca do ano              | Melhor marca do ano (World leading)          | Recorde asiático      | Recorde asiático (Asian)              | DNS                        | Não largou (Did not start)                |   |                                      |
| Recorde nacional                 | Recorde nacional (National record)           | Recorde europeu       | Recorde europeu (European)            | DNF                        | Não terminou (Did not finish)             |   |                                      |
| Recorde pessoal                  | Recorde pessoal do atleta (Personal best)    | Recorde da Oceania    | Recorde da Oceania (Oceania)          | DSQ / DQ                   | Desclassificado (Disqualified)            |   |                                      |
| Recorde da temporada             | Recorde da temporada do atleta (Season best) | Recorde sul-americano | Recorde sul-americano (South America) | NM                         | Sem marca (No mark)                       |   |                                      |